# スーザン・ソーントン
スーザン・ソーントン（Susan Thornton）はアメリカ合衆国国務次官補（東アジア・太平洋担当）。

## 経歴
2017年3月からアメリカ合衆国国務次官補（東アジア・太平洋担当）の代行を務め、同年12月19日に正式指名された。トランプ政権の外交部門の高官任命では初めての現職女性官僚であったが、人事を承認する上院でソーントンを「親中派」とする見方が強く承認手続きが進まなかったことから、国務省は2018年7月末でのソーントンの退職を発表した。次官補の選定は、ソーントンが退職した後も難航し、2018年10月にデイヴィッド・スティルウェルが指名された（上院による就任承認は2019年6月）。